# Municipio de Brandon (Dakota del Sur)
El municipio de Brandon (en inglés: Brandon Township) es un municipio ubicado en el condado de Minnehaha en el estado estadounidense de Dakota del Sur. En el año 2010 tenía una población de 774 habitantes y una densidad poblacional de 9,36 personas por km².

## Geografía
El municipio de Brandon se encuentra ubicado en las coordenadas 43°38′26″N 96°35′59″O / 43.64056, -96.59972. Según la Oficina del Censo de los Estados Unidos, el municipio tiene una superficie total de 82.67 km², de la cual 82,14 km² corresponden a tierra firme y (0,64 %) 0,53 km² es agua.

## Demografía
Según el censo de 2010, había 774 personas residiendo en el municipio de Brandon. La densidad de población era de 9,36 hab./km². De los 774 habitantes, el municipio de Brandon estaba compuesto por el 97,29 % blancos, el 0,65 % eran afroamericanos, el 0,26 % eran amerindios, el 0,13 % eran isleños del Pacífico, el 0,52 % eran de otras razas y el 1,16 % eran de una mezcla de razas. Del total de la población el 1,29 % eran hispanos o latinos de cualquier raza.